# Rhododendron colemanii
Rhododendron colemanii är en ljungväxtart som beskrevs av R.F.Mill. Rhododendron colemanii ingår i släktet rododendron, och familjen ljungväxter. Inga underarter finns listade i Catalogue of Life.